# Energía sostenible
La energía sostenible es un principio en el que el uso humano de la energía "satisface las necesidades del presente sin comprometer la capacidad de las generaciones futuras para satisfacer sus propias necesidades". Otra definición de energía sostenible es que se consume a tasas insignificantes en comparación con su suministro y con efectos colaterales manejables, especialmente efectos ambientales. Las estrategias de energía sostenible generalmente tienen dos pilares: métodos más limpios de producción de energía y conservación energética.
Las tecnologías de energía sostenible se implementan para generar electricidad, calentar y enfriar edificios, y para alimentar los sistemas de transporte y las máquinas. Cuando se hace referencia a los métodos de producción de energía, el término "energía sostenible" a menudo se usa de manera intercambiable con el término "energía renovable". En general, las fuentes de energía renovable, como la energía solar, la energía eólica, la energía geotérmica y la energía mareomotriz, se consideran en general fuentes de energía sostenible. Sin embargo, la implementación de proyectos particulares de energía renovable, como la represa de ríos para generar hidroelectricidad o la tala de bosques para la producción de biocombustibles, a veces plantea importantes preocupaciones de sostenibilidad. Existe una considerable controversia sobre si la energía nuclear puede considerarse sostenible.
Los costos de las fuentes de energía sostenibles han disminuido enormemente a lo largo de los años y continúan disminuyendo. Cada vez más, las políticas gubernamentales efectivas apoyan la confianza de los inversionistas y estos mercados se están expandiendo. Se está logrando un progreso considerable en la transición energética de los combustibles fósiles a los sistemas ecológicamente sostenibles, hasta el punto en que muchos estudios apoyan la Energía renovable 100%.
El principio organizador para la sostenibilidad es el desarrollo sostenible, que incluye los cuatro dominios interconectados: ecología, economía, política y cultura.  La ciencia de la sostenibilidad es el estudio del desarrollo sostenible y la ciencia ambiental.

### Hidroelectricidad

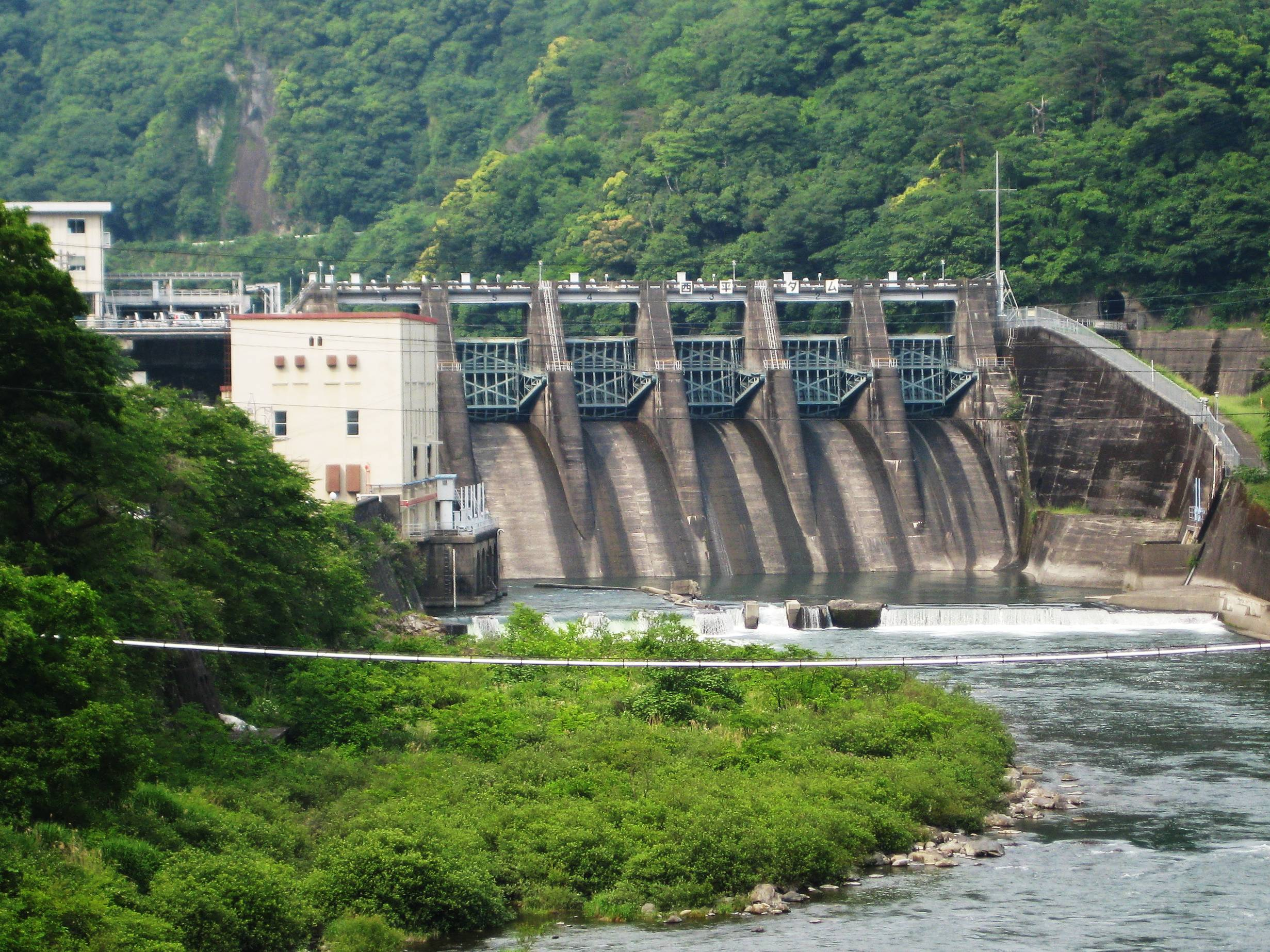
Las represas hidroeléctricas son una de las fuentes de energía sostenible más desplegadas.

Presa hidroeléctrica en sección transversal

### Geotermia

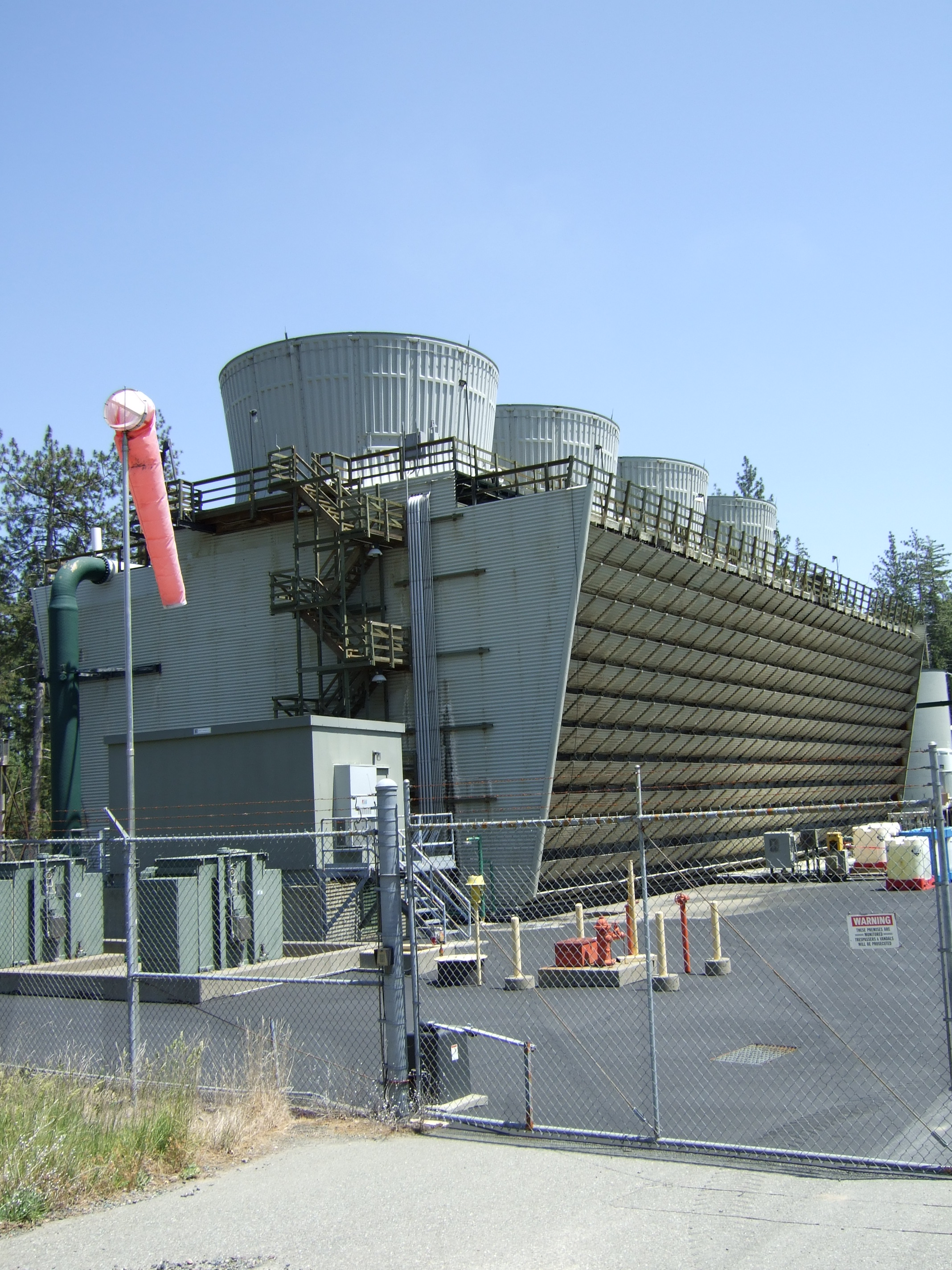
Una de las muchas plantas de energía en The Geysers, un campo geotérmico en el norte de California, con una producción total de más de 750 MW.

### Biocombustible

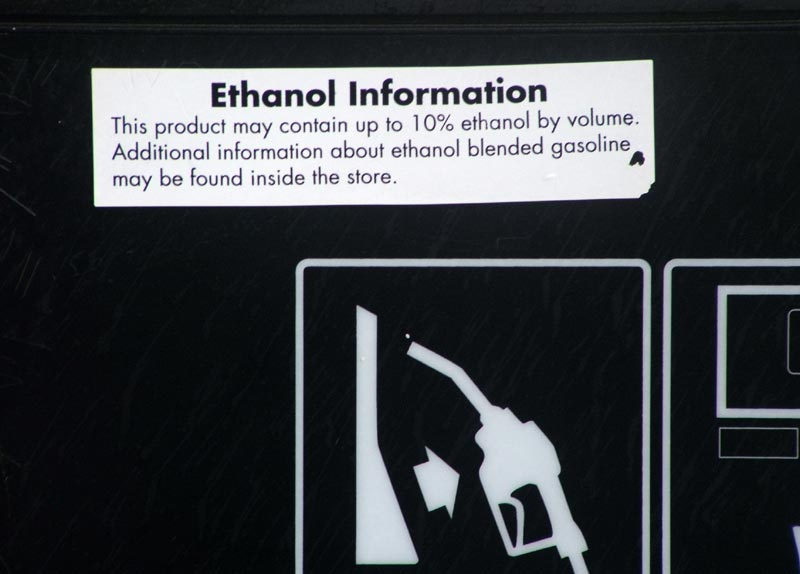
Información sobre la bomba, California

### Viento

Energía eólica: capacidad instalada mundial

### Calefacción solar

Bosquejo de un colector parabólico del canal

### Electricidad solar

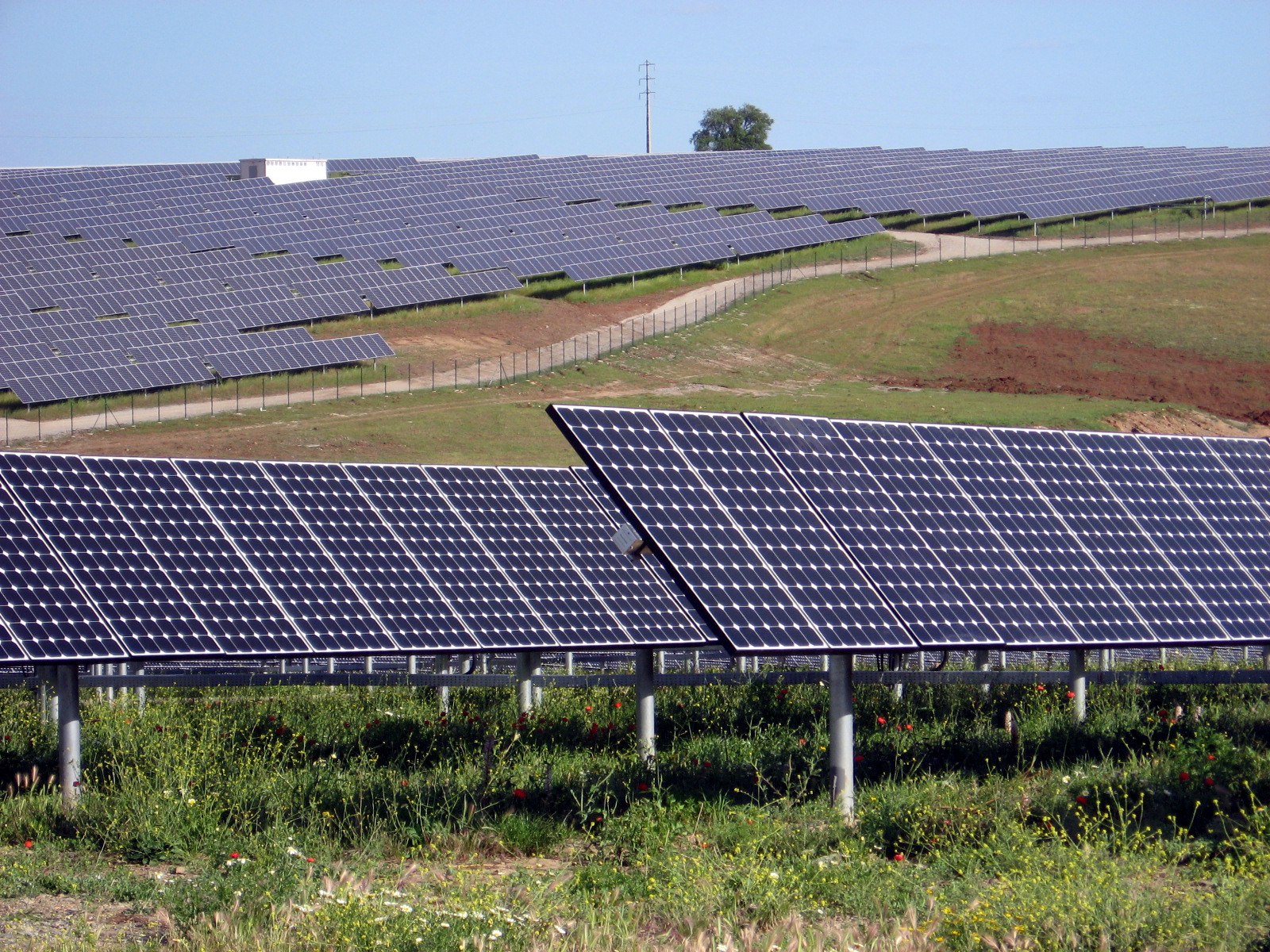
11 MW planta de energía solar cerca de Serpa, Portugal

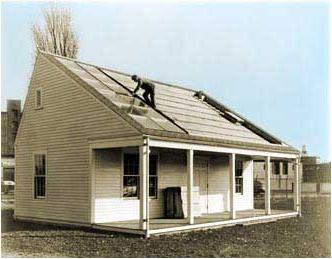
La Casa Solar # 1 del MIT, construida en 1939, utilizó el almacenamiento de energía térmica estacional (STES) para la calefacción durante todo el año.

### Energía oceánica

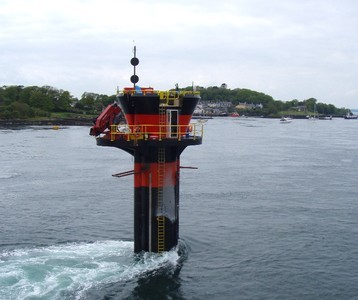
El primer generador de corriente de mareas comercial del mundo, SeaGen, en Strangford Lough. La estela fuerte muestra la potencia en la corriente de marea.

## Energía verde y generación verde

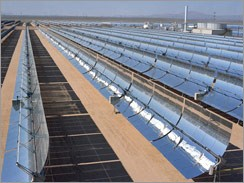
Una matriz de canalización solar es un ejemplo de energía verde.

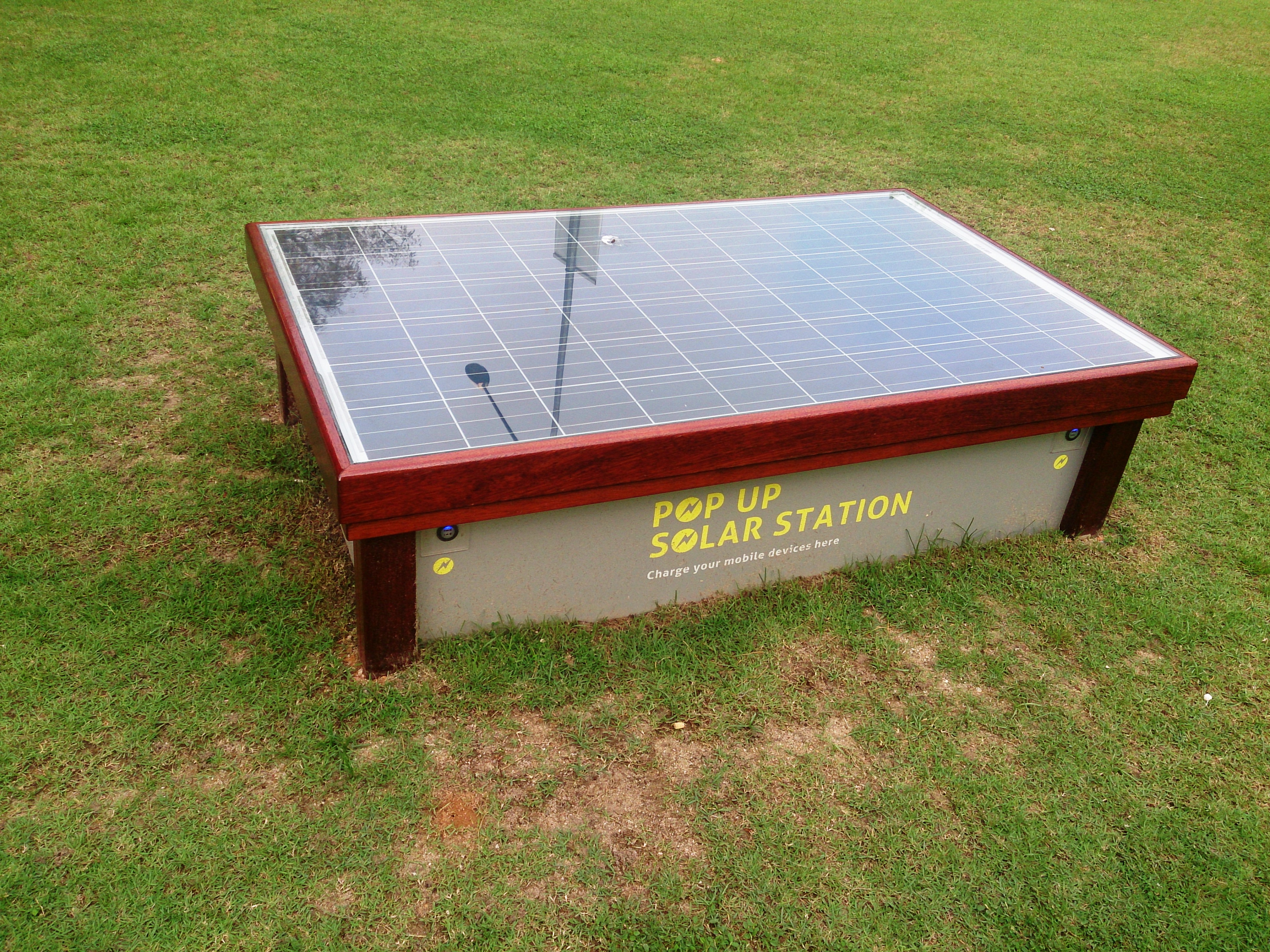
Asiento público con panel solar integrado en Singapur: cualquiera puede sentarse y enchufar su teléfono móvil para realizar una carga gratuita

### Sistemas locales de energía verde

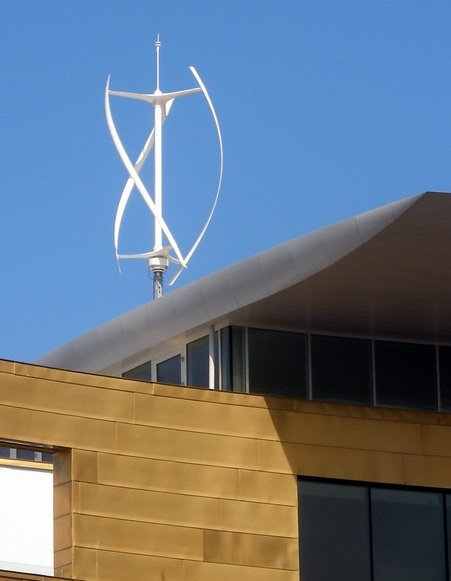
Un pequeño aerogenerador de eje vertical de tipo Quietrevolution QR5 Gorlov en Bristol, Inglaterra. Mide 3 m de diámetro y 5m alto, tiene una placa de características de 6,5 kW a la red.

### Usando energía verde

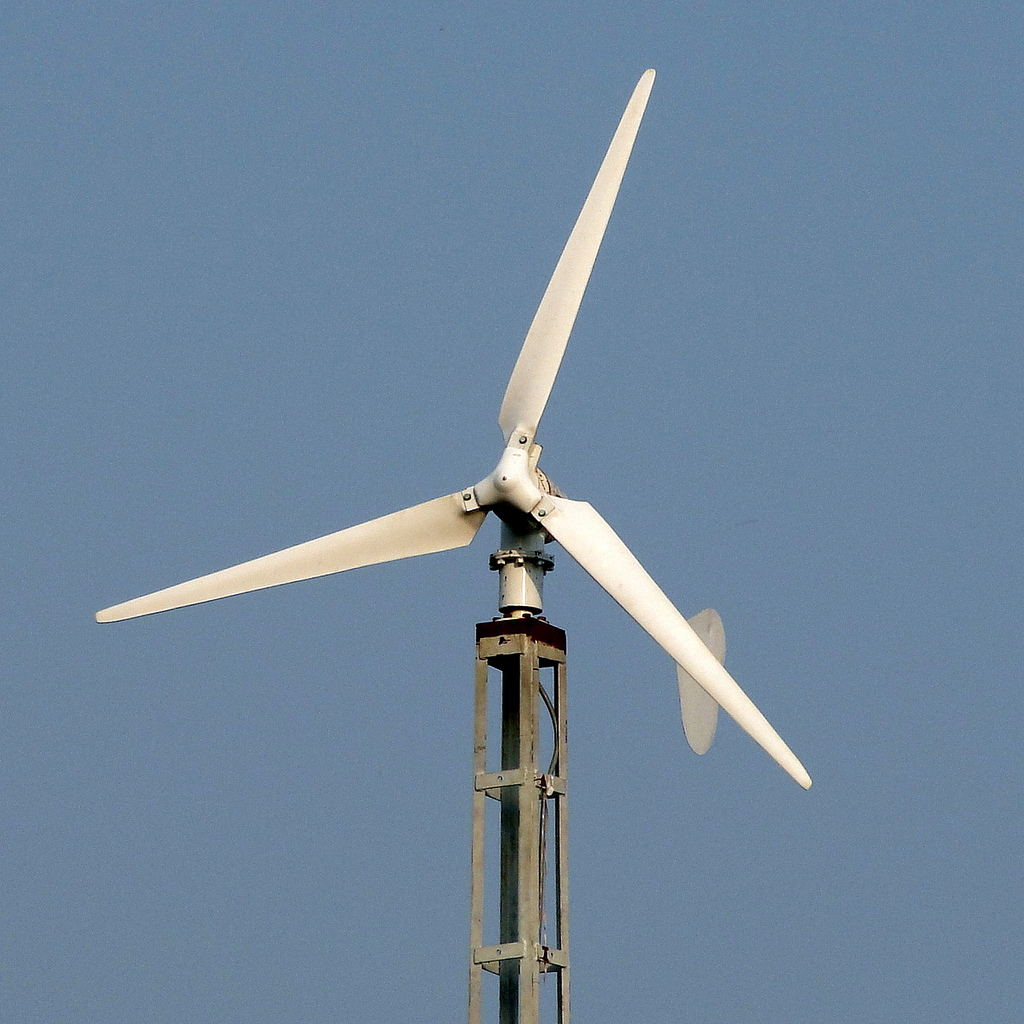
Un molino de viento de 0,1 KiloWatt para uso doméstico

## Definiciones
El concepto de desarrollo sostenible fue descrito por la Comisión Mundial sobre Medio Ambiente y Desarrollo en su libro Nuestro futuro común de 1987. Su definición de "sostenibilidad", que ahora se usa ampliamente, era:
"El desarrollo sostenible debe satisfacer las necesidades del presente sin comprometer la capacidad de las generaciones futuras para satisfacer sus propias necesidades".
En su libro, la Comisión describió cuatro elementos clave de sostenibilidad con respecto a la energía: la capacidad de aumentar el suministro de energía para satisfacer las crecientes necesidades humanas, la eficiencia y conservación de la energía, la salud y seguridad públicas y la "protección de la biosfera y la prevención de Formas más localizadas de contaminación".  Desde entonces, se han ofrecido varias definiciones de energía sostenible que también se basan en los tres pilares del desarrollo sostenible, a saber, el medio ambiente, la economía y la sociedad.
- Los criterios ambientales incluyen las emisiones de gases de efecto invernadero, el impacto en la biodiversidad y la producción de desechos peligrosos y emisiones tóxicas.
- Los criterios económicos incluyen el costo de la energía, si la energía se entrega a los usuarios con alta confiabilidad y los efectos en los trabajos asociados con la producción de energía.
- Los criterios socioculturales incluyen la prevención de guerras sobre el suministro de energía (seguridad energética) y la disponibilidad de energía a largo plazo.[6]

Como ninguna fuente de energía cumple con estos criterios a la perfección, las fuentes de energía sostenible son sostenibles solo en comparación con otras fuentes. La inexistencia de fuentes de energía perfectas significa que promover un uso eficiente de la energía es esencial para las estrategias de energía sostenible.
La energía verde es la energía que se puede extraer, generar y/o consumir sin ningún impacto negativo significativo para el medio ambiente. El planeta tiene una capacidad natural para recuperarse, lo que significa que la contaminación que no supera esa capacidad todavía puede denominarse verde. Representa aquellos recursos de energía renovable y tecnologías que proporcionan el mayor beneficio ambiental. La Agencia de Protección Ambiental de Estados Unidos define el poder verde como la electricidad producida a partir de energía solar, eólica, geotérmica, biogás, biomasa y de hidroeléctricas pequeñas de bajo impacto.